# Yes Sir, That's My Baby
Yes Sir, That's My Baby is een lied van Walter Donaldson (muziek) en Gus Kahn (tekst). Het nummer werd geschreven in 1925.

## Ontstaansgeschiedenis
Bij een bezoek van Gus Kahn aan Eddie Contor in Greak Neck (Long Island) speelde laatstgenoemde met een opwindbaar speelgoedvarkentje van diens dochter. Het ritme van het speelgoeddier inspireerde Kahn tot het begin van het lied (in E-Dur). Donaldson completeerde de rest van de muziek, in de AABA-vorm. Het lied heeft iets minimalistisch, de harmonieën en de tekst zijn zeer eenvoudig.

## Eerste opnames
Het liedje had In Amerika dankzij de coverversies van Eddie Cantor, Lillian Roth, Gene Austin en Ben Bernie veel succes. Tot de eerste musici die het vanaf 1925 opnamen, behoorden Ace Brigode & His Fourteen Viginians, de studiogroep Varsity Eight (rond Tommy en Jimmy Dorsey, Adrian Rollini en Stan King), The Georgia Melodians, Sara Martin, Blossom Seeley en Coon-Sanders Original Nighthawks Orchestra. In Berlijn namen Bela Dajos en Bernard Etté een versie op, in Londen Jean Wiener en Clément Doucet.

## Latere versies
Discograaf Tom Lord heeft in de jazz 281 versies geteld (in 2015), waaronder door Harry Reser, Nat King Cole en Etta Jones.